# Omar Gómez Ortigoza
Omar Darío Gómez Ortigoza (Buenos Aires, Argentina, 28 de diciembre de 1966) es un exfutbolista argentino con nacionalidad paraguaya que jugaba como mediocampista.

## Trayectoria
Oriundo de Buenos Aires, se unió a las divisiones inferiores de Deportivo Español e Independiente de su ciudad natal; luego su familia se trasladó a Paraguay, pasando a formar parte de Cerro Porteño, donde estuvo entre 1983 y 1986. En 1987 fue llevado por un empresario al Deportivo Pereira  colombiano, donde jugó dos temporadas.
De regreso en Paraguay, tuvo pasos por Guaraní y Tembetary. En 1993 se traslada a Chile, firmando por Deportes Antofagasta de la Primera División. Para la temporada siguiente, juega para Everton de la misma división, y en 1995 firma por Huachipato, equipo recién ascendido a la Primera División, donde en dos temporadas deslumbró con su gran nivel, siendo considerado como uno de los mejores jugadores extranjeros que pasaron por el cuadro acerero.
Su nivel en el cuadro de Talcahuano le permitió fichar en 1997 por Tecos de la U. A. G. de México; sin embargo, en 1998 regresa a Chile, firmando con Deportes Temuco. Tras una destacada Copa Apertura 1998 en el cuadro albiverde, para el torneo nacional debió abandonar el club por la crisis económica que azotó al equipo temuquense. Regresó a México, fichando por Jaguares de Colima.
La temporada 2000 defendió los colores del Barcelona S. C. ecuatoriano. En 2001, regresó a Chile para cobrar unos dineros que le adeudaba Deportes Temuco, lo que aprovechó para firmar por Provincial Osorno de la Primera B. Para la temporada siguiente, firma para Deportes Iquique, mientras que en 2003 regresa a Deportes Antofagasta, donde se retira a fines de temporada.

## Selección nacional
Al contar con la nacionalidad paraguaya, en 1996 expresó su deseo de jugar por la Selección paraguaya, inclusive haciéndole llegar un VHS con sus mejores jugadas al cuerpo técnico de la selección guaraní comandado por el entrenador Paulo César Carpegiani; sin embargo, nunca fue recibió una convocatoria.

## Clubes
| Club                 | País     | Año       |
| -------------------- | -------- | --------- |
| Cerro Porteño        | Paraguay | 1983-1986 |
| Deportivo Pereira    | Colombia | 1987-1988 |
| Guaraní              | Paraguay | 1989      |
| Tembetary            | Paraguay | 1990      |
| Guaraní              | Paraguay | 1991-1992 |
| Deportes Antofagasta | Chile    | 1993      |
| Everton              | Chile    | 1994      |
| Huachipato           | Chile    | 1995-1996 |
| Tecos de la U. A. G. | México   | 1997      |
| Deportes Temuco      | Chile    | 1998      |
| Jaguares de Colima   | México   | 1998-1999 |
| Barcelona S. C.      | Ecuador  | 2000      |
| Provincial Osorno    | Chile    | 2001      |
| Deportes Iquique     | Chile    | 2002      |
| Deportes Antofagasta | Chile    | 2003      |